# Litauen i olympiska sommarspelen 1996
Litauen deltog i de olympiska sommarspelen 1996 med en trupp bestående av 61 deltagare, och det blev en bronsmedalj.

## Basket
Herrar
Gruppspel
| Lag       | Vinster | Förluster | Poäng |
| --------- | ------- | --------- | ----- |
| USA       | 5       | 0         | 10    |
| Litauen   | 3       | 2         | 8     |
| Kroatien  | 3       | 2         | 8     |
| Kina      | 2       | 3         | 7     |
| Argentina | 2       | 3         | 7     |
| Angola    | 0       | 5         | 5     |

|           | Angola | Argentina | Kina   | Kroatien | Litauen | USA    |
| --------- | ------ | --------- | ------ | -------- | ------- | ------ |
| Angola    |        | 62-66     | 67-70  | 48-71    | 49-85   | 54-87  |
| Argentina | 66-62  |           | 77-87  | 75-90    | 65-61   | 68-96  |
| Kina      | 70-67  | 87-77     |        | 78-109   | 55-116  | 70-133 |
| Kroatien  | 71-48  | 90-75     | 109-78 |          | 81-83   | 71-102 |
| Litauen   | 85-49  | 61-65     | 116-55 | 83-81    |         | 82-104 |
| USA       | 87-54  | 96-68     | 133-70 | 102-71   | 104-82  |        |

Slutspel
|  | Kvartsfinaler | Kvartsfinaler |             |       | Semifinaler   | Semifinaler  |              |            | Final      | Final |
|  | 0             | 0             | 0           | 0     | 0             | 0            | 0            | 0          | 0          | 0     |
|  |               |               | 0           | 0     |               |              | 0            | 0          |            |       |
|  |               |               | 0           | 0     |               |              | 0            | 0          |            |       |
|  | 0 Jugoslavien | 0128          | 0           | 0     |               |              | 0            | 0          |            |       |
|  | 0 Jugoslavien | 0128          | 0           | 0     |               |              | 0            | 0          |            |       |
|  | 0 Kina        | 061           | 0           | 0     |               |              | 0            | 0          |            |       |
|  | 0 Kina        | 061           | 0           | 0     | 0 Jugoslavien | 066          | 0            | 0          |            |       |
|  |               |               | 0           | 0     | 0 Jugoslavien | 066          | 0            | 0          |            |       |
|  | 0             | 0 Litauen     | 0           | 058   | 0             |              |              | 0          |            |       |
|  | 0             | 0 Litauen     | 0           | 058   | 0             | 0 Litauen    | 099          | 0          |            |       |
|  | 0             |               |             |       |               | 0 Litauen    | 099          | 0          |            |       |
|  | 0             | 0 Grekland    | 066         | 0     |               |              |              | 0          |            |       |
|  | 0             | 0 Grekland    | 066         | 0     | 0 Jugoslavien | 069          |              | 0          |            |       |
|  | 0             |               |             | 0     | 0 Jugoslavien | 069          |              | 0          |            |       |
|  | 0             | 0             | 0 USA       | 0     | 095           |              |              |            |            |       |
|  | 0             | 0             | 0 USA       | 0     | 095           | 0 Australien | 073          |            |            |       |
|  | 0             | 0             |             |       |               |              | 073          |            |            |       |
|  | 0             | 0             | 0 Kroatien  | 071   | 0             |              |              |            |            |       |
|  | 0             | 0             | 0 Kroatien  | 071   | 0             | 0 Australien | 073          | Bronsmatch | Bronsmatch |       |
|  | 0             | 0             |             |       | 0             | 0 Australien | 073          | Bronsmatch | Bronsmatch |       |
|  | 0             | 0             | 0 USA       | 01001 | 0             | 0            |              |            |            |       |
|  | 0             | 0             | 0 USA       | 01001 | 0             | 0            | 0 USA        | 098        | 0 Litauen  | 080   |
|  | 0             | 0             |             |       | 0             | 0            | 0 USA        | 098        | 0 Litauen  | 080   |
|  | 0             | 0             | 0 Brasilien | 075   | 0             | 0            | 0 Australien | 074        |            |       |
|  | 0             | 0             | 0 Brasilien | 075   | 0             | 0            | 0 Australien | 074        |            |       |
|  |               |               |             |       |               |              |              |            |            |       |
|  |               |               |             |       |               |              |              |            |            |       |

## Bordtennis
- Rūta Garkauskaitė

## Boxning
- Vitalijus Karpačiauskas

## Brottning
- Ričardas Pauliukonis
- Remigijus Šukevičius
- Ruslanas Vartanovas

## Cykling

### Landsväg
Herrarnas tempolopp
- Arturas Kasputis
  - Final — 1:07:47 (→ 21:e plats)

- Remigijus Lupeikis
  - Final — 1:11:03 (→ 28:e plats)

Damernas linjelopp
- Jolanta Polikevičiūtė
  - Final — 02:37:06 (→ 5:e plats)

- Rasa Polikevičiūtė
  - Final — 02:37:06 (→ 12:e plats)

- Diana Žiliūtė
  - Final — fullföljde inte (→ ingen notering)

Damernas tempolopp
- Jolanta Polikevičiūtė
  - Final — 38:27 (→ 7:e plats)

- Rasa Polikevičiūtė
  - Final — 38:53 (→ 12:e plats)

### Bana
Herrarnas poänglopp
- Remigijus Lupeikis
  - Final — 4 poäng (→ 13:e plats)

## Friidrott
Herrar
| Idrottare          | Gren                        | Resultat | Resultat | Resultat | Plats |
| Idrottare          | Gren                        | Kval     | Plats    | Final    | Plats |
| ------------------ | --------------------------- | -------- | -------- | -------- | ----- |
| Audrius Raizgys    | Herrarnas tresteg           | 16,38    |          |          | 23    |
| Virgilijus Alekna  | Herrarnas diskuskastning    | 64,5 0 m |          | 65,30 m  | 5     |
| Vaclavas Kidykas   | Herrarnas diskuskastning    | 62,74 m  |          | 62,78 m  | 8     |
| Saulius Kleiza     | Herrarnas kulstötning       | 18,21    |          |          | 30    |
| Valdas Kazlauskas  | Herrarnas 20 kilometer gång |          |          | 1:28:33  | 44    |
| Daugvinas Zujus    | Herrarnas 50 kilometer gång |          |          | 4:23:35  | 35    |
| Pavelas Fedorenka  | Herrarnas maraton           |          |          | 2:25.41  | 70    |
| Česlovas Kundrotas | Herrarnas maraton           |          |          |          | NBG   |
| Dainius Virbickas  | Herrarnas maraton           |          |          |          | NBG   |

Damer
| Idrottare             | Gren                       | Resultat | Resultat | Resultat    | Plats |
| Idrottare             | Gren                       | Kval     | Plats    | Final       | Plats |
| --------------------- | -------------------------- | -------- | -------- | ----------- | ----- |
| Rita Ramanauskaite    | Damernas spjutkastning     | 56,94 m  |          |             | 22    |
| Nelė Žilinskienė      | Damernas höjdhopp          | 1,93 m   |          | 1,96 m (NR) | 5     |
| Remigija Nazarovienė  | Damernas sjukamp           |          |          | 6254        | 10    |
| Stefanija Statkuvienė | Damernas maraton           |          |          | 2:39.58     | 40    |
| Sonata Milušauskaitė  | Damernas 10 kilometer gång |          |          | 48:05       | 37    |

## Gymnastik
Rytmisk
Damernas individuella mångkamp
- Kristina Kliukevičiūtė

## Judo
- Algimantas Merkevičius

## Kanotsport
- Vidas Kupčinskas
- Vaidas Mizeras

## Modern femkamp
Herrar
- Andriejus Zadneprovskis — 5.363 poäng, 13:e plats

## Rodd
- Juozas Bagdonas
- Einius Petkus
- Birutė Šakickienė